# Greta Koçi
Greta Koçi (ur. 26 września 1991 w Kuçovë) - albańska piosenkarka.

## Życiorys
W latach 2005 i 2010-2012 wzięła udział w festiwalu muzycznym Kënga Magjike.
Była wiceprzewodniczącą organizacji młodzieżowej Demokratycznej Partii Albanii.

## Dyskografia

### Albumy
| Rok  | Album            |
| ---- | ---------------- |
| 2006 | Mos shiko tjetër |
| 2008 | Do me shaj nena  |
| 2010 | Bam bam bam      |

### Teledyski
| Rok  | Teledysk                 |
| ---- | ------------------------ |
| 2004 | Kush ka faj              |
| 2006 | Bej be qe s'te dua       |
| 2006 | Dashuri pa shije         |
| 2006 | Nje here po, nje here jo |
| 2007 | Me fal nene              |
| 2008 | Shkolla Wilson           |
| 2013 | Kjo toke me rriti        |
| 2014 | What's up                |
| 2015 | S'jam jetime             |
| 2015 | Mas miri                 |
| 2015 | Me mu                    |
| 2016 | I besova                 |
| 2016 | Sjena ni moti            |
| 2016 | A ja vlejti              |
| 2017 | Atij                     |
| 2017 | Nuk ka dashni            |
| 2017 | Perseri                  |
| 2018 | Ku gabuam                |
| 2018 | Si me parë               |
| 2018 | Mos m'thirr              |
| 2019 | Aman                     |
| 2019 | E kuqe                   |
| 2019 | Jeta ime                 |
| 2019 | Për ty po pi             |
| 2020 | Dola n'penxhere          |
| 2021 | Trendafilat              |
| 2021 | S'po m'le nana           |

## Życie prywatne
Ma siostrę, Eni.